# John Curran (Politiker)

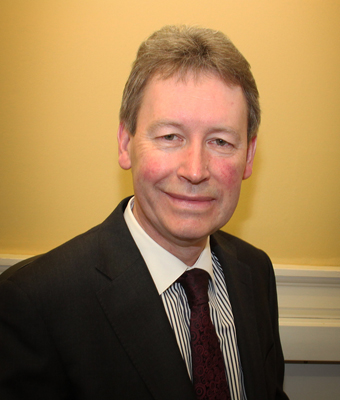
John Curran

John Curran (* 17. Juni 1960 in Lucan, Dublin) ist ein ehemaliger irischer Politiker (Fianna Fáil).
Er gehörte dem Dáil Éireann, dem Unterhaus des irischen Parlaments, von 2002 bis 2011 und von 2016 bis 2020 an.
John Curran wurde 1999 in den South Dublin County Council gewählt. Schon bei den Wahlen zum Dáil Éireann 2002 konnte er im Wahlkreis Dublin Mid-West erstmals einen Sitz erreichen und zog als Teachta Dála in den Dáil ein. Am 13. Mai 2008 wurde er von Taoiseach Brian Cowen zum Staatsminister im Ministerium für Gesellschaftlicher Zusammenhalt, Ländliche Angelegenheiten und die Gaeltacht mit dem Aufgabenbereich der nationalen Drogenbekämpfungsstrategie und Gemeinschaftsangelegenheiten ernannt. Sein Aufgabenbereich wurde am 22. April 2009 neugeordnet und mit Integration und Gemeinschaftsangelegenheiten benannt und zusätzlich dem Erziehungsministerium und dem Justizministerium zugeordnet. 2010 wurde er Government Chief Whip und Staatsminister beim Verteidigungsministerium ernannt. 
Bei den Wahlen zum Dáil Éireann 2011 verlor er seinen Sitz und seinen Posten als Staatsminister. 
Als er zu den Wahlen 2016 antrat, konnte er den Sitz wieder erobern. Allerdings verlor er ihn bei den 
nachfolgenden Wahlen 2020 wieder.
2023 wurde er Mitglied der Wahlkommission.